# Zameczek (powiat olsztyński)
Zameczek (niem. Neu Chatell) – osada w Polsce położona w województwie warmińsko-mazurskim, w powiecie olsztyńskim, w gminie Biskupiec.
W latach 1975–1998 miejscowość należała administracyjnie do województwa olsztyńskiego.